# Leptoiulus montivagus
Leptoiulus montivagus är en mångfotingart som först beskrevs av Robert Latzel 1884.  Leptoiulus montivagus ingår i släktet Leptoiulus och familjen kejsardubbelfotingar.

## Underarter
Arten delas in i följande underarter:
- L. m. elucens
- L. m. elucens